# Pavle Kornhauser
Pavle Kornhauser, slovenski pediater, * 17. september 1924, Subotica, † 15. december, 2015, Ljubljana. Medicinsko fakulteto je končal 1952 v Zagrebu, specializacijo v Ljubljani 1960. Bil je pobudnik ustanovitve Zavoda za revmatične in srčne rekonvalescente za mladino dr. Marko Gerbec v Šentvidu pri Stični in ga vodil v letih 1958-73. Kot ustanovitelj in vodja prve enote za intenzivno terapijo otrok v takratni Jugoslaviji, na ljubljanskem Univerzitetnem kliničnem centru (1974-87 je bil predstojnik pediatričnega oddelka kirurških strok, kjer je ustanovil enoto za intenzivno terapijo nedonošenčkov, novorojenčkov in otrok) je v pediatrično prakso uvedel več novosti, predvsem možnost stalne navzočnosti staršev ob pacientih in večji poudarek na pedagoškem delu z bolnimi otroki in s tem prispeval k humanizaciji bolnišničnega zdravljenja otrok. Leta 1988 je bil izvoljen za izrednega profesorja na Medicinski fakulteti. 
Napisal je delo Zagotovimo našim otrokom mladost brez telesnega kaznovanja (2007) in spominsko-dokumentarno monografijo Zakaj sem ponosen, da sem zdravnik : pričevanja skozi čas (2013).
Bil je tudi ljubiteljski pianist (vodil je glasbenike - medicince), publicist in poliglot.
Poročen je bil z Aleksandro, imata hči Lilijano.

## Odlikovanja in nagrade
Leta 1997 je prejel srebrni častni znak svobode Republike Slovenije z naslednjo utemeljitvijo: »za zasluge in delo v slovenski pediatriji, še posebej za prijaznejšo in človečnejšo hospitalizacijo otrok«.